# برای عشق… برای افسون…
برای عشق… برای افسون… (ایتالیایی: Per amore... per magia...) یک فیلم کمدی ایتالیایی به کارگردانی دوچو تساری است که در سال ۱۹۶۷ منتشر شد.

## بازیگران
- مینا
- جانی موراندی
- ساندرا میلو
- رزماری دکستر
- میشا آور
- دانیله وارگاس
- روسانو براتسی
- تونی رنیس
- لورلا د لوکا
- آدریانا جوفره
- پائولو پُلی
- جانی موزی
- فرانکو لاتینی
- لوچیا مودونیو